# 조중헌
조중헌(趙重獻, 1881년 9월 20일 ~ 1944년 4월 16일)은 일제강점기의 조선귀족으로, 본관은 양주, 본적은 경성부 청진정이며 남작 조동희의 장남이다.

## 생애
1901년 8월 원릉 참봉을 역임했으며 1902년 3월 29일 어진도사도감 감조관으로 부임했다. 1908년 대한학회 교제부 임원, 1909년 대한흥학회 회원을 각각 역임했고 1910년 8월 27일 6품에서 정3품으로 승품되었다.
1913년 7월 6일 조선무역주식회사 발기인을 역임했으며 1914년 6월 10일 일본 정부로부터 남작 조동희(조중헌의 아버지)의 사자(嗣子)로서 종5위에 서위되었다. 1915년 11월 10일 일본 정부로부터 다이쇼 대례 기념장을 받았고 1923년 반도주류제조주식회사 감사를 역임했다.
1934년 7월 2일 자신의 아버지였던 조동희가 받은 남작 작위를 승계받은 뒤부터 정5위에 서위되었으며 조선국방협회 발기인(1937년 4월)과 경남국방협회 발기인(1937년 7월), 조선총후보국회 발기인(1938년 9월 10일), 조선유도연합회 평의원(1939년 1월)을 역임했다. 1940년 11월 10일 일본 기원 2600년 축전에 초대받았고 일본 정부로부터 기원 2600년 축전 기념장을 받았다. 그의 작위는 손자 조원세가 습작했다.
친일파 708인 명단의 조선귀족 부문, 민족문제연구소의 친일인명사전 수록자 명단의 수작/습작 부문, 친일반민족행위진상규명위원회가 발표한 친일반민족행위 705인 명단에 포함되었다.

## 참고자료
- 친일반민족행위진상규명위원회 (2009). 〈조중구〉. 《친일반민족행위진상규명 보고서 Ⅳ-17》. 서울. 188~195쪽.